# Honel Meiss
Pour les articles homonymes, voir Meiss.
Honel (Haenel) Meiss (né le 18 aout 1846 à Ingwiller dans le Bas-Rhin, et mort le  30 aout 1932 à Nice) est un rabbin français qui fut successivement rabbin de Nantes, puis de Nice, et finalement grand-rabbin de Marseille.

## Éléments biographiques
Honel Meiss est le fils d'Abraham Meiss (22 octobre 1811 - 6 août 1875) d'Ingwiller et de son épouse Hélène Franck (28 octobre 1812, Dossenheim-sur-Zinsel, Bas-Rhin - 21 août 1866, Ingwiller).
Il reste attaché à l'Alsace toute sa vie. Il opte, en 1871, pour la nationalité française.
Il fait ses études au collège de Bouxwiller et est reçu bachelier es lettres en 1862.
Il étudie au Séminaire israélite de France (SIF), en qualité de boursier du gouvernement, de 1866 à 1872, et est gradué grand-rabbin.
Il devient grand-rabbin de Nantes (Loire-Atlantique), de 1873 à 1883.
Il se marie, le 24 janvier 1874, à Nice, avec Fortunée Cassin, avec qui il aura trois enfants, Hélène (1874-1943), Alfred (Albert?) Abraham Samson (1877-1944) et Mathilde Léa (1879-?).
II devient ensuite grand-rabbin de Nice. La nouvelle synagogue de la ville est inaugurée le 21 mars 1886 par le grand-rabbin de France, Lazare Isidor, assisté par le rabbin de Nice, Honel Meiss. À Nice, il accueille le président de la République Félix Faure sur qui il fait impression.
Il fonde à Nice le sanatorium de la Fondation Jacob Plaut, à Cimiez, la Villa Jacob.
Il est installé grand-rabbin de Marseille et du Consistoire des Bouches-du-Rhône, le 15 mai 1904, ou il succède à Jonas Weyl (grand-rabbin de Marseille de 1874 jusqu'à son décès le 8 août 1903,).
Il prend sa retraite en 1920, pour raison de santé, et est nommé grand-rabbin honoraire de Marseille. Il s'installe à Nice où il meurt le 30 aout 1932.
Il est l'oncle de René Cassin, qu'il prépare pour sa Bar Mitzvah.

## Œuvres
- Honel Meiss & A. Lévy (grand-rabbin). Considérations sur le judaïsme. Paris : Librairie Durlacher, 1913[12].
- Honel Meiss. À travers le Ghetto. Coup d'œil rétrospectif sur l'université israélite de Nice 1648-1860. Préface de M. Édouard Berri[13].
- Honel Meiss, « Coup d'œil rétrospectif sur l'université israélite de Nice », Nice historique, 1922-1923.

## Honneurs et distinctions
- Prix Montyon de l'Académie française, pour son ouvrage Religion et Patrie
- Prix Auddifret de l'Académie des sciences morales et politiques
- Chevalier de la Légion d'honneur, en 1923